# 蘭潭水怪
蘭潭水怪，是台灣都市傳說中出現在嘉義市蘭潭的水怪，據說是鯉魚或泥鰍，也有牛形之說。也稱蘭潭魚精。

## 傳說
水怪據說是鯉魚或泥鰍，也有牛形之說。傳說蘭潭有一隻巨大魚精，若釣到大魚，即魚精的「魚兵魚將」，魚精會討交替，就會有人溺斃。